# Скарбник (міфологія)
Скарбни́к (пол. Skarbnik, рос. Кладенец, біл. Дзедка) — у міфології слов'ян дух-охоронець, що береже скарби та захищає дім від злодіїв.

## Образ скарбника
Побутує кілька варіантів образу скарбника. У загальному слов'янському, дух, що охороняє скарби від посягань злодіїв чи небажаних власників. В українців також побутували вірування в скарбника-помічника і охоронця дому від злодіїв.
У народних віруваннях розрізнялися «чисті» та «нечисті» скарби. «Чистими» вважалися ті, що були заховані за складних життєвих обставин (у війну, під час нападу тощо). Їх міг знайти будь-хто без жодних негативних наслідків. «Нечисті» скарби натомість були накопичені крадіжками, грабунком, або отримані від нечистої сили. Саме такі й охороняв скарбник, беручи цю справу на себе особисто, або за угодою із власником скарбу. В останньому випадку взяти скарб дозволялося тільки тому, кого вкаже власник, якщо ж скарб знаходила інша людина, він згорав чи перетворювався на черепки, сміття чи гадюк. Також дух міг віддати скарб тому, хто обміняє його на власну душу. Ознакою заклятості скарбу вважалося його світіння вночі. Згідно з переказами, раз на сім років, до «Вшестя», закопані скарби горять (при цьому золото горить червоним вогнем, срібло — білим, а мідь — синім). Тоді в такий вогонь можна кинути щось із одягу чи взуття і викопати скарб.
Скарбник, що охороняє дім, також міг допомагати в господарстві, примножуючи тим самими багатства. Але за це він вимагав душу хазяїна, яку потім забирав, з'являючись зі зграєю ворон і записом про угоду.
Із незвичайними, надприродними властивостями грошей пов'язане також повір'я про зачаровану монету — інклюз («інклюзник», «анклюз», «монклюз»). За традиційними віруваннями та уявленнями українців, ця монета мала властивість притягувати інші монети і збагачувати свого господаря завдяки тому, що нею керував злий дух. Його, як і домовика, можна було виховати собі зі «зноска». Цей дух служить господареві за життя, а по смерті — забирає його душу.